# Monte Pizzuto
Monte Pizzuto − szczyt w Górach Sabińskich we Włoszech, w Apeninach Środkowych.
Na zboczu góry znajduje się Grota św. Michała (wł. Grotta di san Michele). Administracyjnie należy do gminy Roccantica w prowincji reatyńskiej na terenie Lacjum.